# عذرة (قبيلة)
بني عذرة قبيلة حميرية كانت تقطن في وادي القرى، ذكرت في الكتابات الرومانية باسم "عذرات"، ينسب إليها الحب العذري العفيف ومنها الشاعر جميل بن معمر العذري الملقب جميل بثينة.

## نسب عذرة
- هم بنو عذرة بن سعد هذيم بن زيد بن ليث بن سود بن أسلم بن الحاف بن قضاعة بن حمير بن سبأ .[1]

## ديار عذرة
أقامت بني عذرة قبل الإسلام من الحجر إلى وادي القرى إلى المدينة المنورة.

## الدين
كان أفراد قبيلة بني عذرة في وادي القرى يدينون باليهودية قبل الإسلام. وقد شاركوا في غزوة الاحزاب ثم صالحوا المسلمين على دفع الجزية.

## مشاهير عذرة
- جميل بثينة العذري، عاشق بثينة.
- أبو محمد العذري أحد علماء اللغة.
- إبراهيم العذري من الصحابة.
- خالد بن عرفطة
- جري بن عمرو العذري
- جزء بن عمرو العذري
- ابن القاصح
- العذري
- خارجة بن جزي
- جميل بن ردام
- بثينة بنت حيان
- عفراء العذرية
- عروة بن حزام
- هدبة بن الخشرم
- جمرة بن النعمان
- ثعلبة بن صعير

## القبائل المنسوبة لعذرة
من القبائل المنسوبة لعذرة هي قبيلة رفيدة وبنو عامر، ويقطن في بلاد عذرة اليوم عدة قبائل مختلفة النسب في وادي القرى.